# جوردن غوتيريز
جوردن غوتيريز (بالإسبانية: Jordan Gutiérrez) (8 يوليو 1998 في إسبانيا - ) هو لاعب كرة قدم إسباني وغينيا الاستوائية في مركز الهجوم. شارك مع منتخب غينيا الاستوائية لكرة القدم. أما مع النوادي، فقد لعب مع إسبانيول.

## وصلات خارجية
- جوردن غوتيريز على موقع الاتحاد الأوربي (الإنجليزية)
- جوردن غوتيريز على موقع إي إس بي إن إف سي (الإنجليزية)
- جوردن غوتيريز على موقع قاعدة بيانات كرة القدم.إي يو (الإنجليزية)
- جوردن غوتيريز على موقع ناشيونال فوتبول تيمز (الإنجليزية)
- جوردن غوتيريز على موقع Soccerway.com (الإنجليزية)
- جوردن غوتيريز على موقع عالم كرة القدم.نت (الإنجليزية)